# Ханська (авіабаза)
Ханська — авіабаза в Республіці Адигея. Розташована за 3 км на схід від станиці Ханська, за 6 км на північний захід від міста Майкоп.
Аеродром «Ханська» 2 класу, здатний приймати літаки Ту-134, Ан-12, Іл-18 і всі легші, а також вертольоти всіх типів.
До 2009 був аеродромом спільного базування, зараз тут базується військова авіація — 272-а навчальна авіаційна Полоцька орденів Суворова та Кутузова авіаційна база, на оснащенні якої є літаки Л-39 і МіГ-23.
Поблизу Майкопу діяв ще один аеропорт — «Майкоп».

## Історія
В січні 1942 року було створено 761-й нічний винищувальний полк з авіаційною базою в Майкопі.
У повоєнний час на аеродромі дислокувалося дві ескадрильї 709-го навчального авіаційного полку, який забезпечував навчальний процес Армавірського вищого військового авіаційного училища льотчиків.
У 1961 році аеродром реконструювали.
20 серпня 1991 року, у зв'язку з реформуванням ЗС ЗФ, 761-й Полоцький орденів Суворова і Кутузова навчальний авіаційний полк, що базувався на аеродромі Аджикабул (Азербайджанська РСР), був об'єднаний з 709-м навчальним авіаційним полком на аеродром «Ханський». При цьому дійсне найменування та регалії полку перейшли до розформованого 709 УАП.
2001 року до Краснодарського військового авіаційного інституту приєднано Армавірський та Балашівський військовий інститути. Полк був перепідпорядкований Краснодарському військовому авіаційному інституту (нині це Краснодарське вище військове авіаційне училище льотчиків.
Аеродром Ханська використовувався цивільною авіацією до заборони Росавіацією у вересні 2009 року.
У 2009 році 761-й Полоцький орденів Суворова та Кутузова навчальний авіаційний полк розформовано. На аеродромі сформовано 272-у навчальну авіаційну Полоцьку орденів Суворова та Кутузова авіаційну базу 2-го розряду. Командиром навчальної авіаційної бази до серпня 2023 був полковник Вадим Гуров.

## Катастрофи та інциденти
- 9 серпня 2007 року полковник Олександр Жуков, виконуючи польоти з курсантом третього курсу Прокоф'євим, доповів по рації на аеродром про самовимкнення двигуна. Екіпаж отримав наказ катапультуватись. Перед катапультуванням полковник відвернув літак від газокомпресорної станції Майкопа, що перебував за курсом польоту. Переконавшись, що катапультування курсанта пройшло штатно, командир залишив літак. Полковника нагороджено орденом мужності[1][5][6][7].

- 14 серпня 2023 року під час проведення навчальних польотів при заході на посадку розбився літак L-39. Під час посадки літак не потрапив на смугу, зачепив ґрунт, зіткнувся з вежею радіозв’язку ближньої навігації. Командир авіаційної бази полковник Гуров, який знаходився у літаку, загинув. Із ним на борту знаходився старший льотний інструктор головного льотно-випробувального центру Ахтубінська. Він отримав травми та був госпіталізований[4][8][9][10].
- 10 жовтня 2024 року аеродром було атаковано українськими ударними безпілотниками, було знищено склад із паливом[11][12].